# Hydroxyde d'aluminium
L'hydroxyde d'aluminium, de formule chimique Al(OH)3, est la forme la plus stable de l'aluminium dans les conditions normales de température et de pression. L'oxyhydroxyde d'aluminium AlO(OH) et l'alumine Al2O3 ne diffèrent de l'hydroxyde d'aluminium que par la perte d'une ou plusieurs molécules d'eau. L'aluminium possède le même degré d'oxydation dans ces trois composés, qui constituent à eux trois la majeure partie du minerai d'aluminium, la bauxite.
Il existe dans la nature plusieurs minéraux de composition Al(OH)3 : la gibbsite, la bayérite, la doyleite et la nordstrandite, dont le plus courant est la gibbsite.

## Propriétés chimiques
La nature chimique exacte de l'hydroxyde d'aluminium est controversée. La représentation Al(OH)3, constituée d'un ion Al3+ lié à trois ions OH−, est très simplifiée, et le composé est généralement plus ou moins hydraté. Une représentation plus rigoureuse serait donc Al2O3.xH2O pour les trois oxydes/hydroxydes.
L'hydroxyde d'aluminium est amphotère (il peut agir à la fois comme un acide ou une base). Dans un milieu très acide, la forme présente est Al(OH)2+, et dans un milieu très basique, il s'agit de la forme Al(OH)4−. Ces ions sont les formes prépondérantes en solutions diluées. En solutions plus concentrées, une polymérisation inorganique peut avoir lieu. Les ions polymérisés présents peuvent alors être assez complexes.
Les sels de l'anion Al(OH)4− (ou des anions similaires comme AlO2−) sont parfois appelés « aluminates ».

## Usages

### Vaccins
L'hydroxyde d'aluminium est utilisé comme adjuvant immunologique dans certains vaccins (vaccins contenant des antigènes purifiés).
Des controverses médicales, scientifiques et médiatiques sont débattues :
- la myofasciite à macrophages ;
- le manque avéré d'études de toxicité[4] ;
- les possibles implications dans des maladies neurodéveloppementales[5] (troubles du spectre de l'autisme) par interaction avec des facteurs génétiques prédisposant ou des effets cocktails de facteurs environnementaux multiples.

### Alimentation
L'hydroxyde d'aluminium est également utilisé dans les pâtisseries industrielles.

### Cosmétiques
L'hydroxyde d'aluminium est également très présent dans les cosmétiques (« anti-transpirant »). Certains fabricants de cosmétiques proposent des produits marqués « sans hydroxydes d'aluminium », comme cela a été le cas pour le parabène et le bisphénol A (BPA).

### Médecine
L'hydroxyde d'aluminium constitue aussi la base de nombreux médicaments destinés à lutter contre les troubles gastriques.

### Ignifugation
Ce sel trouve une application industrielle comme charge ignifugeante ; son mode d'action est le même que celui de l'hydroxyde de magnésium (déshydratation endothermique).

## Minéralogie et cristallographie

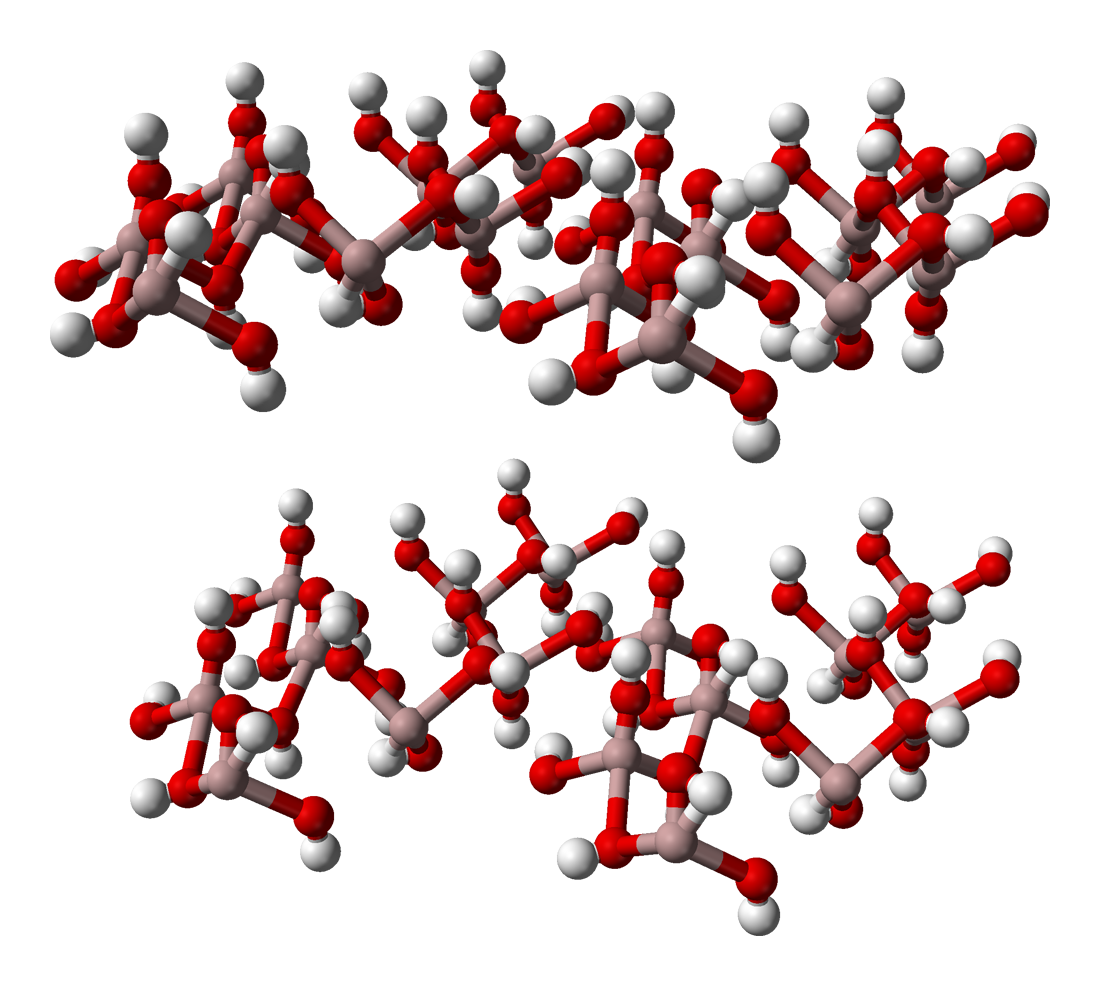
Structure cristalline de la gibbsite.

On connaît quatre polymorphes de l'hydroxyde d'aluminium, tous présents dans la nature :
- la gibbsite (ou α-Al(OH)3), monoclinique ;
- la bayérite (ou β-Al(OH)3), hexagonale ;
- la nordstrandite, triclinique ;
- la doyleite, triclinique.